# Hôtel Vier Jahreszeiten

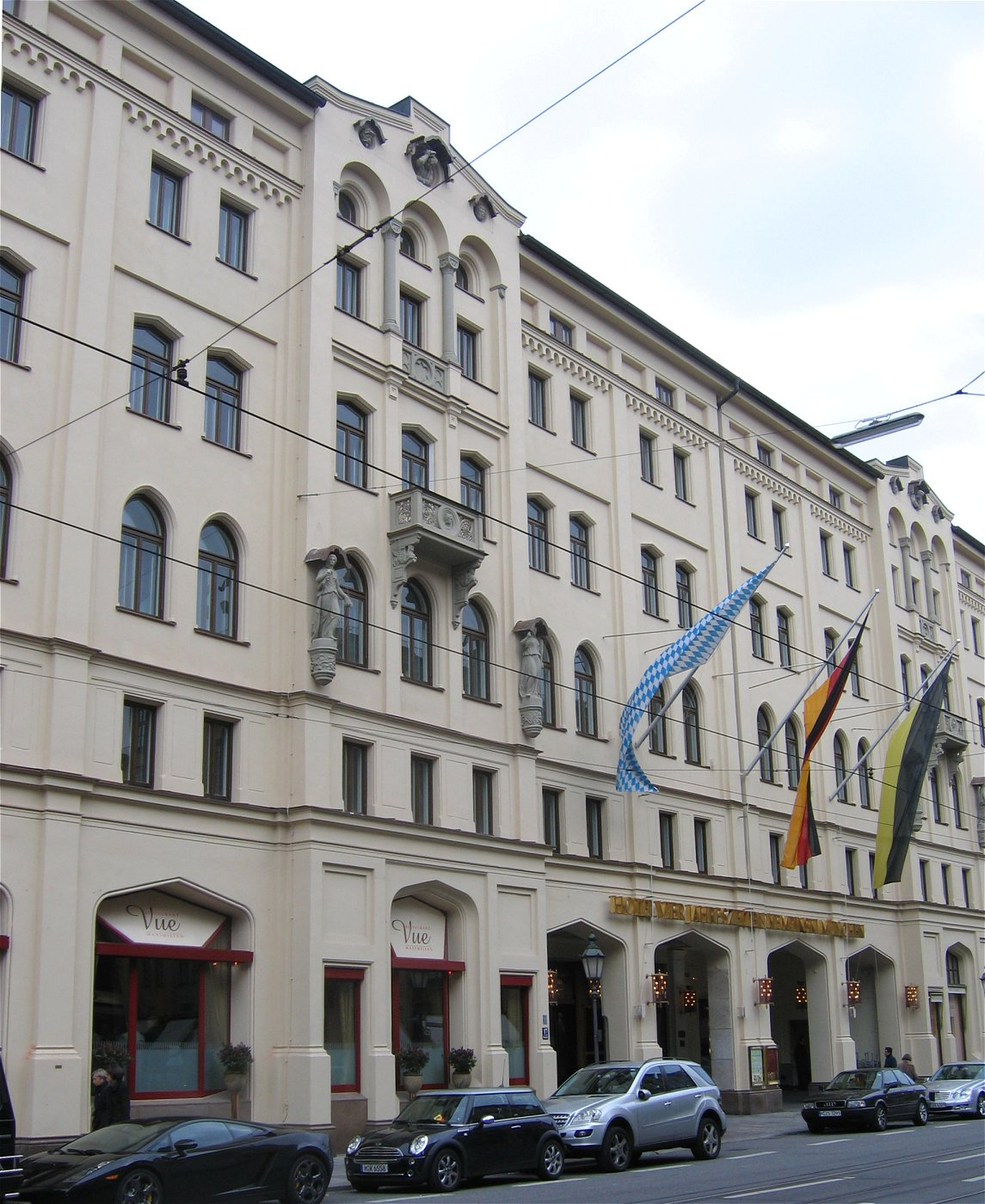
L'entrée sur la Maximilianstraße

L'hôtel Vier Jahreszeiten Kempinski München est un hôtel cinq étoiles situé à Munich, en Allemagne. 
Il appartient à la chaîne d'hôtels Kempinski et est membre des Leading Hotels of the World. Il a été ouvert en 1858 et est situé dans la Maximilianstraße, célèbre artère du centre de Munich.

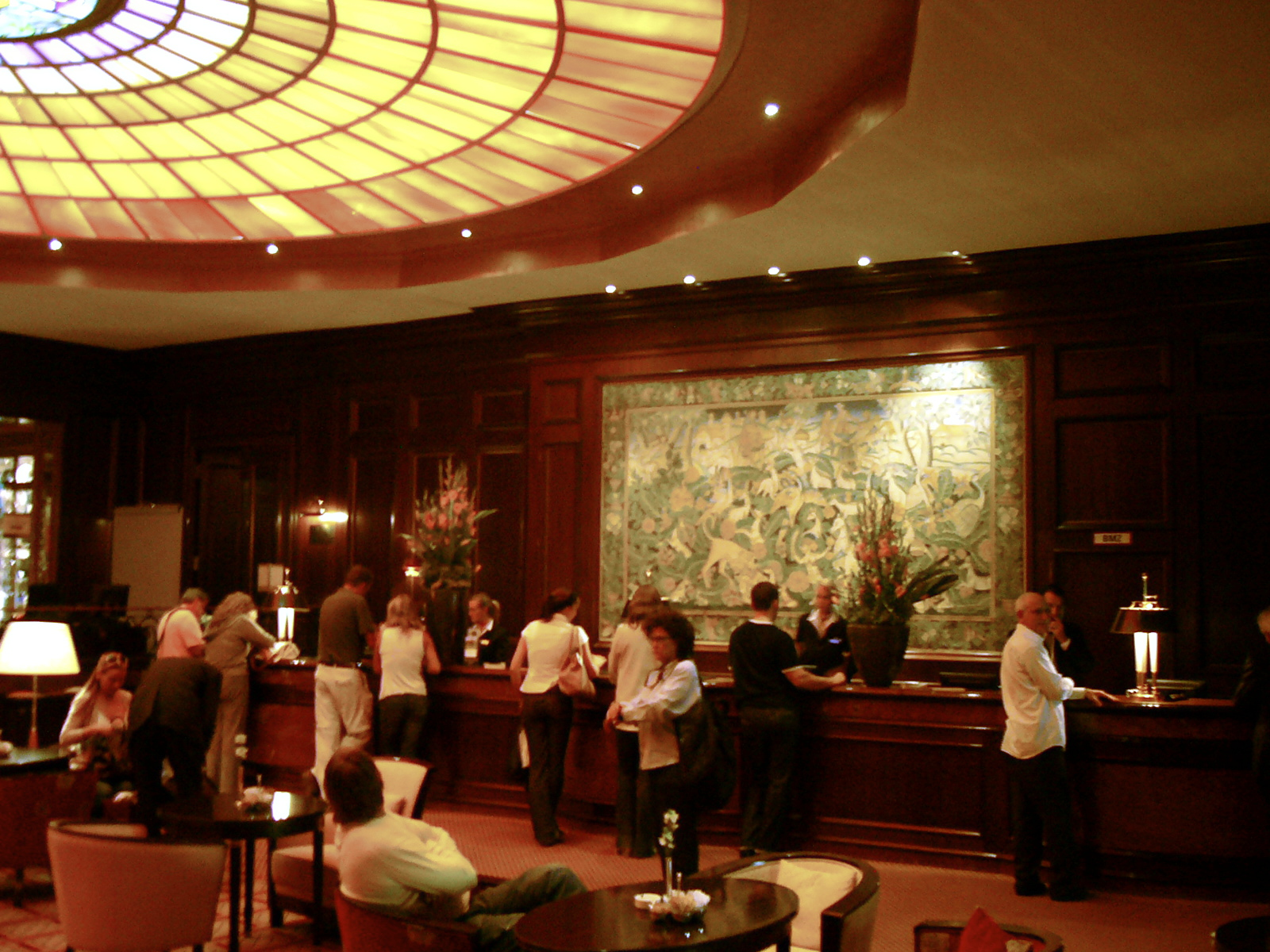
Le hall de l'hôtel.

## Histoire
L'établissement est construit à la demande du roi Maximilien II. Celui-ci souhaite voir édifier « l'hôtel le plus noble de la ville » sur le boulevard de Munich à son nom, Maximilianstraße, à proximité de l'Opéra et de sa Résidence. L'hôtelier August Schimon l'inaugure le 25 juillet 1858. En plus d'une soixantaine écuries, cet hôtel dispose déjà d'un éclairage (au gaz), de cloches pour la communication avec les chambres, de bains de marbre et de bains à vagues dans certaines chambres, d'un pater noster, etc.. Un système téléphonique y est installé en 1882-1884, un des premiers de la ville, et un éclairage électrique dans les années 1890. Johann Samuel Obermayer prend la direction de l'hôtel de 1866 jusqu'à sa mort en 1889, suivi de son fils Adolf.
Pendant la Première Guerre mondiale, l'hôtel est considéré comme un centre d'agitation nationaliste. De 1919 à 1924, c'est un lieu de rencontre des membres de la société Thulé.
En 1926, les frères Alfred et Otto Walterspiel reprennent l'hôtel. Le talent culinaire Alfred Walterspiel y est réputé. Même pendant la période nationale-socialiste, l'hôtel reste « une maison ouverte » sans restrictions pour les clients internationaux. Lors des raids aériens sur Munich pendant la Seconde Guerre mondiale, le bâtiment est gravement endommagé. En 1944, toutes les ailes du bâtiment brûlent, à l'exception de celle située directement dans la Maximilianstraße.
Après la fin de la guerre en 1945, le bâtiment est utilisé par la puissance occupante américaine. En 1948, les frères Walterspiel reçoivent l'autorisation des forces d'occupation de reconstruire l'hôtel pour les clients étrangers. Le fils d'Alfred, Georg, rejoint la direction. À l'été 1949, l'hôtel est également ouvert pour les clients allemands. Le restaurant Walterspiel rouvre en 1950. Après la mort d'Alfred Walterspiel en 1960, ses fils Georg et Klaus Walterspiel assument la direction de l'hôtel. 
En 1970, le groupe Kempinski prend une participation dans l'hôtel. Puis ce groupe en prend le contrôle. Depuis 2007, 42 millions d'euros ont été investis dans la rénovation de l'hôtel Vier Jahreszeiten.
En 2015, il est classé 4e parmi les hôtels ayant le plus gros chiffre d'affaires en Allemagne avec 49 millions d'euros.

## Invités de marque
Les personnalités suivantes sont notamment citées : 

### Royauté
- L'archiduc François-Ferdinand d'Autriche
- L'impératrice Élisabeth d'Autriche
- La reine Élisabeth II
- Le roi Juan Carlos Ier

### Autres
- Konrad Adenauer
- Willy Brandt
- Winston Churchill
- Sean Combs
- Plácido Domingo
- Otto Hahn
- Bruno Kreisky
- Elton John
- Sophia Loren
- Vladimir Poutine
- Romy Schneider
- Elizabeth Taylor
- Peter Ustinov
- Rudolf von Sebottendorf
- Robbie Williams
- etc.